# 뮤직시티, 최성원입니다
뮤직시티, 최성원입니다는 TBN 부산교통방송(FM 94.9㎒)에서 평일 밤 8시부터 9시 55분까지 방송했던 퇴근길 음악 프로그램이다. 2022년 10월 21일 자로 1년만에 폐지되었다.

## 프로그램 소개
- 숨가쁜 퇴근길에 고생한 당신! 최성원 시장과 함께 활기찬 음악이 있는 뮤직시티에서 하루의 고단함을 푸세요!

## 코너소개

### 매일 코너
- 양자택일, 시티즌 초이스 - 다양한 상황, 다양한 주제. 당신의 선택은?
- 아리송한 음악 퀴즈 - 쉽고 재밌는 음악 퀴즈를 풀어보세요!

### 요일 코너
- 월요일 - 시티 콘서트 : 다양한 장르의 음악을 심도 있게 들어보는 코너(해금, 팝페라, 재즈보컬, 기타)
- 월요일 - 맛있는 도시, 고독한 미식가 : 밤이 내린 도시, 이 도시를 더욱 맛있게 즐길 수 있는 음식을 소개하는 코너(원고물)
- 화요일 - 역주행 가능SONG! : 2021년 차트를 역주행 할만한 7080 명곡을 소개하고, 이 노래를 커버하면 좋을 가수를 추천하는 코너(김도영 피디)
- 화요일 - 다양하게 듣고POP! : POP 명곡의 가사와 숨겨진 뒷 이야기를 살펴보고 MC가 라이브로 들려주는 코너
- 수요일 - 도시탐구생활, 시티 라이프 : 최근 도시인들 사이에서 유행하는 트렌드를 살펴보는 코너(윤예슬 작가 출연)
- 수요일 - 수요 미스테리 극장, 도시전설 : 오싹한 도시 전설을 알아보는 코너 (원고물)
- 목요일 - 패션 IN 스타 : 유명 영화배우들을 통해 알아보는 패션 트렌드(영화to패션연구소 짓다 진경옥 책임대표)
- 목요일 - 추억의 놀이 : 우리의 어린 시절과 함께한 추억의 놀이를 살펴보는 코너(원고물)
- 금요일 - 트롯 다크호스 : 스타가 될만한 신인 트로트 가수들을 알아보는 코너
- 금요일 - 불금 고고장 : 고고장에서 들을 수 있었던 신나는 음악들을 메들리로 들어보는 시간